# YHANAEL
YHANAEL（ヤナエル、9月17日- ）は、日本の女性歌手、作詞家、作曲家、音楽プロデューサー。
レーベルはYONBASAMBA RECORD。

## 来歴
2003年5月、ビクターエンタテインメントよりグループでデビュー。
シングル5枚、アルバム5枚を発表し卒業。現在は、作詞作曲家、音楽プロデューサーとして国内外アーティストへ楽曲提供している。
提供する音楽ジャンルはPOPシーンのみならず、イベントやドラマ、映画サウンドトラックなど多岐に渡る。

## 作品

### J-POP
いぎなり東北産
- TOHOKU FUNKY RAIL (作詞・作曲)

EXIT featuring NANA
- ワンチャン・サマLOVE (作曲)

=LOVE
- Want you! Want you! (共作曲)
- 探せ ダイヤモンドリリー (共作曲)
- The 5th (共作曲)

JO1
- Born To Be Wild (共作詞)
- Speed of Light  (共作詞)
- REAL (共作詞)
- Freedom (共作詞)

INI
- RUNWAY (共作詞)
- AMAZE ME (共作詞) (共作詞)

ジャニーズWEST
- 100％ I LOVE YOU (作曲)
- Ya! Hot! Hot! (作曲)
- 乗り越しラブストーリー (作曲)

≠ME
- P.I.C. (共作曲・共編曲)

BOYS AND MEN研究生
- がけっぷち純情 (共作曲)

宮脇詩音
- 泣き止んだ空 (作曲)

PRODUCE 101 JAPAN SEASON2
- RUNWAY (共作詞)

### K-POP
Apeace
- Ur my life (日本語歌詞・作詞・ラップ)
- Volume up (日本語歌詞・作詞・ラップ)
- VEIL (日本語歌詞・作詞・ラップ)
- SAKURA (監修)
- Colors (日本語歌詞)
- ぎゅっとしたい (作詞・ラップ)

CLC
- クングメ (作詞)
- ファーストラブ (作詞)
- 1,2,3 (日本語歌詞 作詞)

大国男児
- ヌグセヨ (日本語歌詞 作詞)
- Oh! my girl (日本語歌詞 作詞)

2PM
- FREEZE (作詞)
- Winter Sleep (JUNHO from 2PM) (作詞)
- Too late to tell (JUNHO from 2PM) (作詞)
- Torso (JUNHO from 2PM) (作詞)
- Roller coaster (JUNHO from 2PM) (作詞)
- Insomnia (JUNHO from 2PM) (作詞)
- YARITAKUNAI (TAECYEON from2PM) (作詞 ラップ)

DAY6
- Baby, it’s okay (作詞)

TWICE
- Like OOH-AHH (日本語歌詞 作詞)
- One more time (作詞・作曲 ラップ)
- L.O.V.E (共作曲)

NASTYNARO
- Last Night (アルバム全曲 作詞 ラップ)

PENTAGON
- burnin' love (ラップ)

Rocket Punch
- Bubble Up! (作詞)
- Fiore(作詞)
- BOUNCY JP ver(作詞)

### 映画音楽
- 「まとう」主題歌「いつまでも」　作詞作曲

### ドラマ音楽
- 異世界居酒屋「のぶ」 全楽曲を担当[2]
- 異世界居酒屋「のぶ」Season2～魔女と大司教編[3]

### ゲーム音楽
アイドルマスター シャイニーカラーズ
- Color Days（作曲）

### CM・イベント音楽
- ルーブル展（『RAY OF LIGHT』・2005年）
- セザンヌ展（『TIME OF THE EARTH』・2008年)
- 日本の美術の名品展（『Dreaming on』・2009年）
- 日本テレビ 汐博 （ダンステーマ曲  『ei ei ei ie』 2014年）
- ゴーギャン展（『Dreaming on』 ・2015年）
- セガサミー イベント（オープニング曲 ・2015年）
- モネ展（『TIME OF THE EARTH』・2015年）
- 15周年リサとガスパール展（『sometime』・2015年）
- ワイン展 （『Taste of wine』 ・2016年）
- オートクチュール展 （『Only one』 ・2016年）
- マリー・アントワネット展（『Oh why』・2016年）
- キングコング西野新作個展 『~チックタック ~光る絵本と光る満願寺展~』[4](2019年)
- 池袋ウエストゲートパーク　THE STAGE[5] (2021年) 音楽